# 婆藪仙

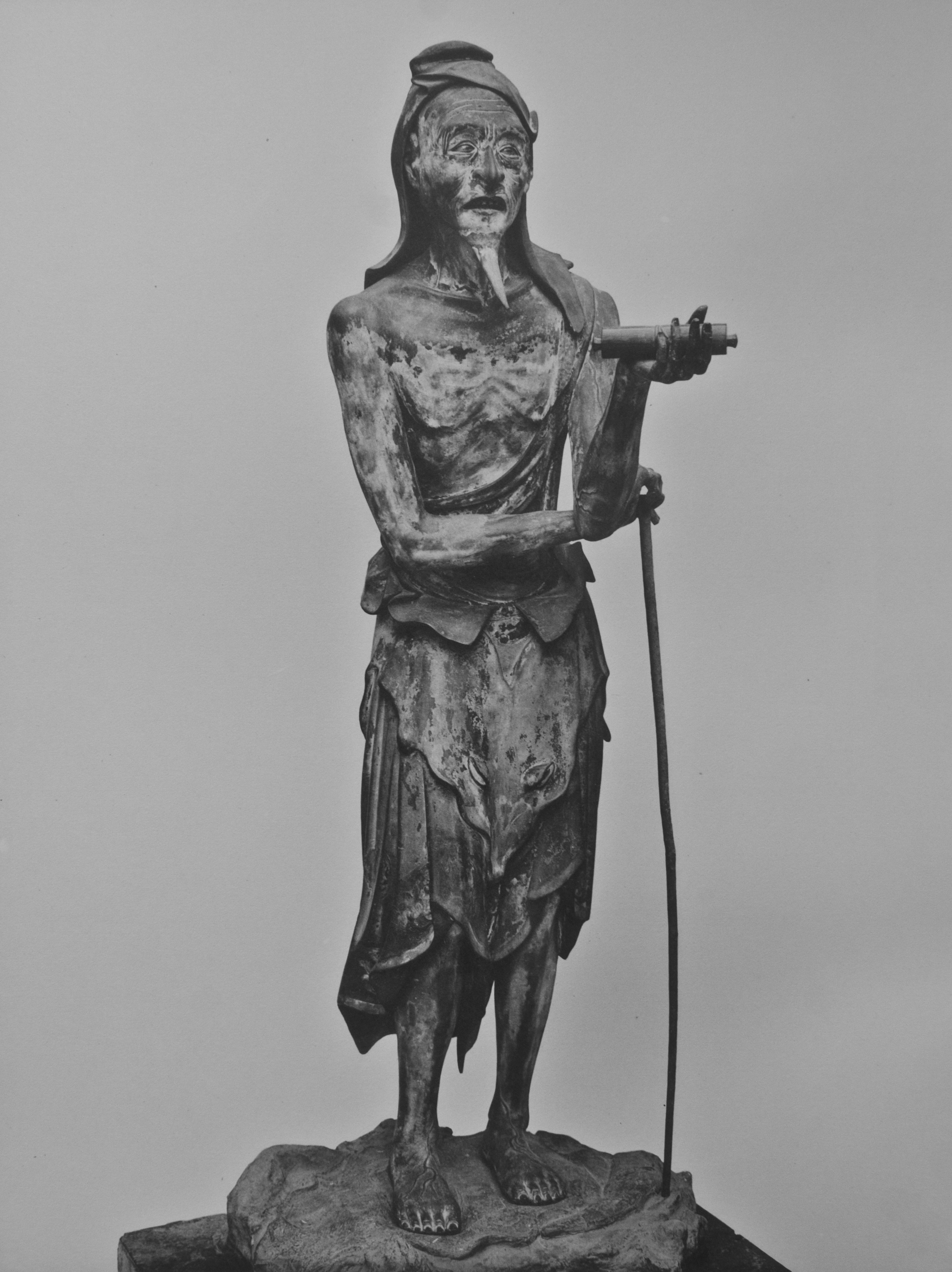
婆藪仙像（三十三間堂）

婆藪仙（ばすせん、ばそせん、ばすうせん、ばそうせん）とは仏教における護法善神である。梵名はヴァス（Vasu、「財宝」「富」の意）で、インド神話の聖仙ヴァシシュタ（Vasiṣṭha、「財宝に最も富む者」の意）が仏教に取り入れられた姿である。縛斯仙（ばしせん）、嚩枲瑟他大仙（ばししったたいせん）、婆藪大仙（ばそたいせん）とも呼ばれる。火天の眷属で、五仙の一。火を尊び、火を祀る修行者とされる。また、吉祥天の兄といわれる。三十三間堂では二十八部衆の一尊とされ、吉祥天と共に千手観音の脇侍とされる。婆藪仙は殺生の罪を犯したことにより生きながら地獄に落ちたが華聚菩薩の力によって救われ地獄を脱し、釈迦の元に生き衆世を救うと誓ったといわれる。